# Ksar

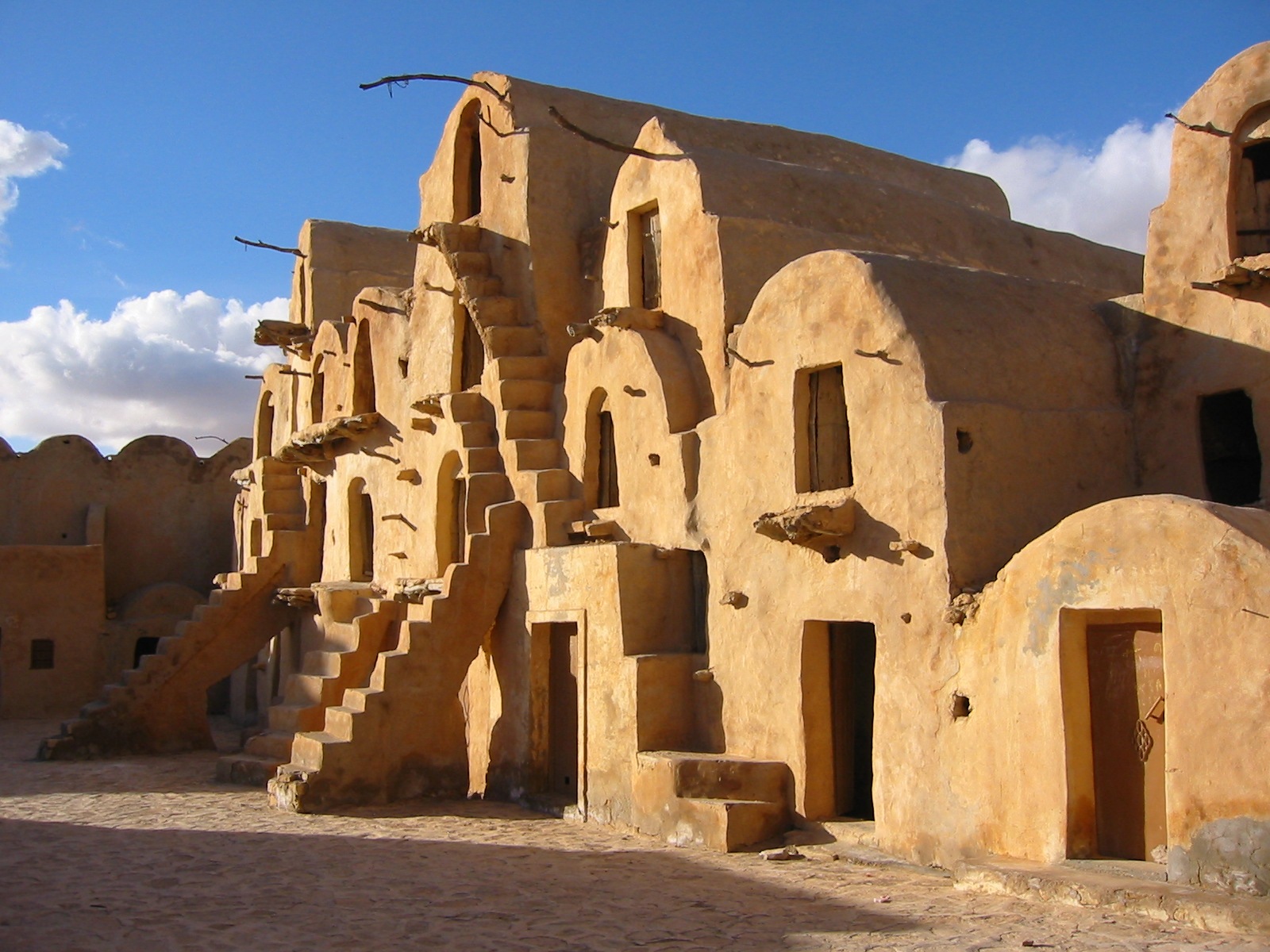
Ksar Ouled Sultane, presso Tataouine, Tunisia

Lo ksar (arabo: قصر  qṣar), plurale ksour ( قصور qṣūr), è un tipico villaggio fortificato berbero diffuso nel Maghreb.
È composto generalmente da granai ed abitazioni cinti da un muro con quattro torri e una sola entrata che porta alla via principale centrale normalmente coperta. Il muro di cinta risulta di terra nella parte inferiore e di mattoni nella parte superiore, dove finestre strette e lunghe consentono nel contempo l'ingresso della luce e una buona difesa da potenziali nemici. I Ksar si trovano su colline o punti sopraelevati vicino ad oasi o corsi d'acqua al fine di poter essere meglio protetti da attacchi da parte di tribù nomadi.
Alla base della costruzione dello ksar c'è un modulo abitativo detto Ghorfa (camera in arabo), che serve per immagazzinare le derrate alimentari in previsione dei periodi di siccità.

## Etimologia
La parola ksar deriva dalla parola araba qasr ("castello", ovvero "villaggio fortificato"), la quale deriva a sua volta dal latino  castrum.
La parola berbera equivalente è aghrem (singolare) o ighrem (plurale).
Da ksar derivano a sua volta altre parole in altre lingue:
- Alcázar in spagnolo[2];
- alcácer in portoghese;
- cassero in italiano[3];
- diversi toponimi, come El Kseur (Algeria) o Luxor (Egitto).